# Shōko Hidaka
Shōko Hidaka (japanisch 日高 ショーコ Hidaka Shoko; * 31. März 1986 in Tokio) ist eine japanische Mangaka und Illustratorin.

## Werdegang und Werk
Hidaka erzählt fast ausschließlich Geschichten über Liebe zwischen Männern, die also ins Genre Boys Love einzuordnen sind. Meist handelt es sich um Dramen, die im Alltagsleben angesiedelt sind. Ihre erster Manga war 2005 Not enough Time, eine Geschichte über zwei Liebesbeziehungen an einer Schule – eine zwischen zwei Schülern und eine ihres Lehrers. In dem Band, der 2010 bei Carlsen Manga auch auf Deutsch erschien, sind weitere Kurzgeschichten von Hidaka enthalten. Auf Not enough Time folgten viele weitere Kurzgeschichten und kurze Serien. Von diesen erschien als erste, noch vor Not enough Time im Jahr 2009 After a Storm auf Deutsch bei Carlsen. Dort wurde ab 2011 auch Hidakas erste lange Serie Ein melancholischer Morgen verlegt. Die Geschichte spielt im Japan des frühen 20. Jahrhunderts und erzählt von der Liebe zwischen Adeligen und deren Bediensteten. Sie wurde auch in weitere Sprachen übersetzt und die Bände verkauften sich in Japan über 16.000 Mal. Neben ihren eigenen Geschichten trug Hidaka 2007 die Illustrationen zur Light Novel Utsukushii Koto von Narise Konohara bei. Seit 2017 erscheint ihre aktuelle Serie Hi ni Nagarete Hashi ni Iku. Diese spielt in der Meiji-Zeit und erzählt von einem Kimono-Laden, in den der junge Sohn der Besitzer nach einer langen Auslandsreise frischen Wind bringen will. Anders als die meisten von Hidakas Werken handelt es sich nicht um einen Boys Love.

## Bibliografie (Auswahl)
- Not enough Time (足りない時間 Tarinai Jikan, 2005, 1 Band)
- Restart (2005–2006, 1 Band)
- Geliebter Freund (知らない顔 Shiranai Kao, 2006–2008, 1 Band)
- Signal (2006, 1 Band)
- Utsukushii Koto (2007, 2 Bände, Illustrationen)
- After a Storm (嵐のあと Arashi no Ato, 2007, 1 Band)
- Ein melancholischer Morgen (憂鬱な朝 Yūutsu na Asa, 2007–2018, 8 Bände)
- Hidden Flower (花は咲くか Hana wa Saku ka, 2009–2015, 5 Bände)
- Zweite Erste Liebe (初恋のあとさき Hatsukoi no Atosaki, 2011, 1 Band)
- Anti-Romance (2015–2020, 2 Bände)
- Hi ni Nagarete Hashi ni Iku (日に流れて橋に行く, seit 2017, 10 Bände)
- Anomaly Life (2022, 2 Bände)